# Simplocaria hakonensis
Simplocaria hakonensis là một loài bọ cánh cứng trong họ Byrrhidae. Loài này được Takizawa miêu tả khoa học năm 1983.